# 朗逸峯

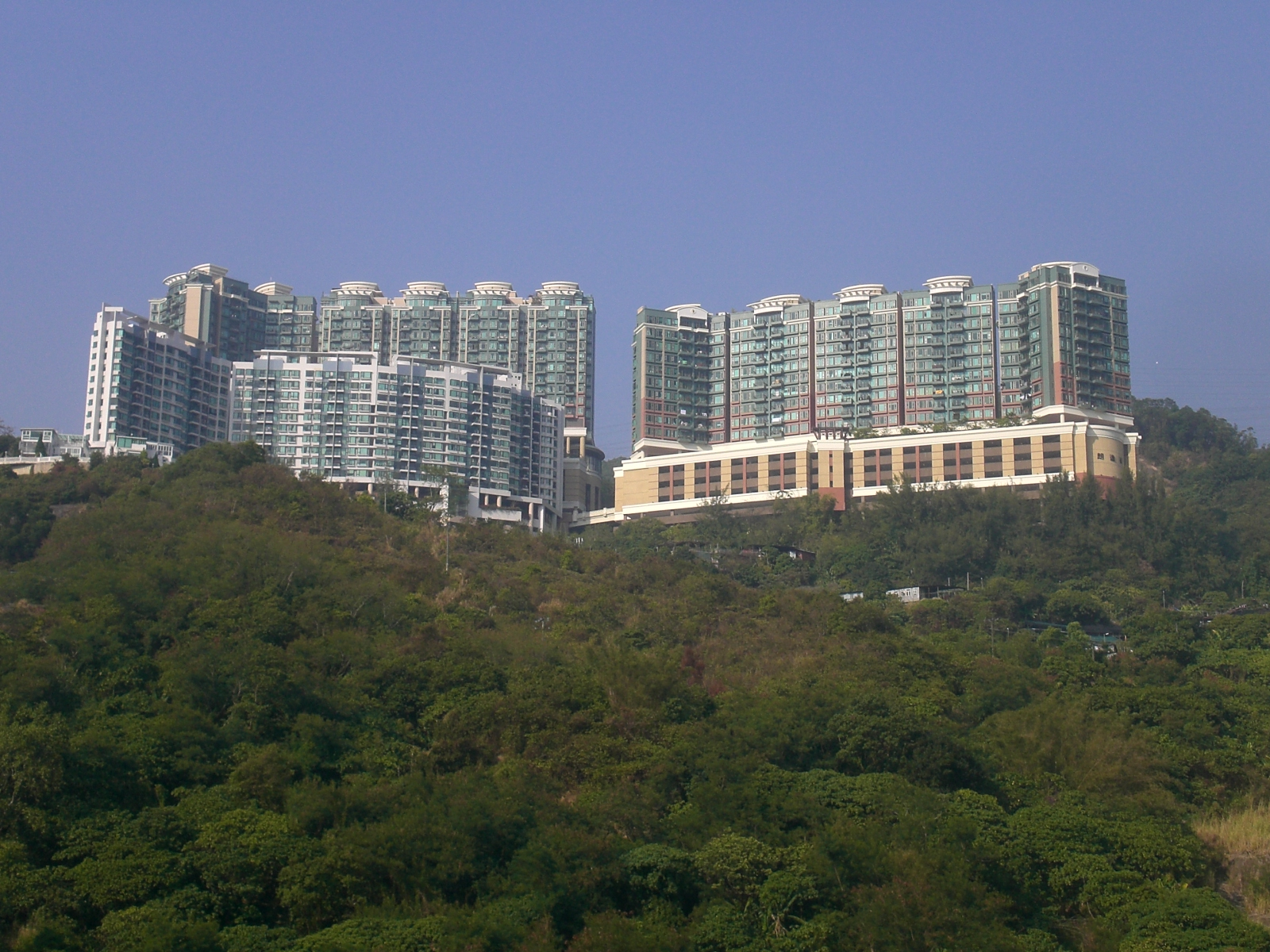
朗逸峯(左後及右)

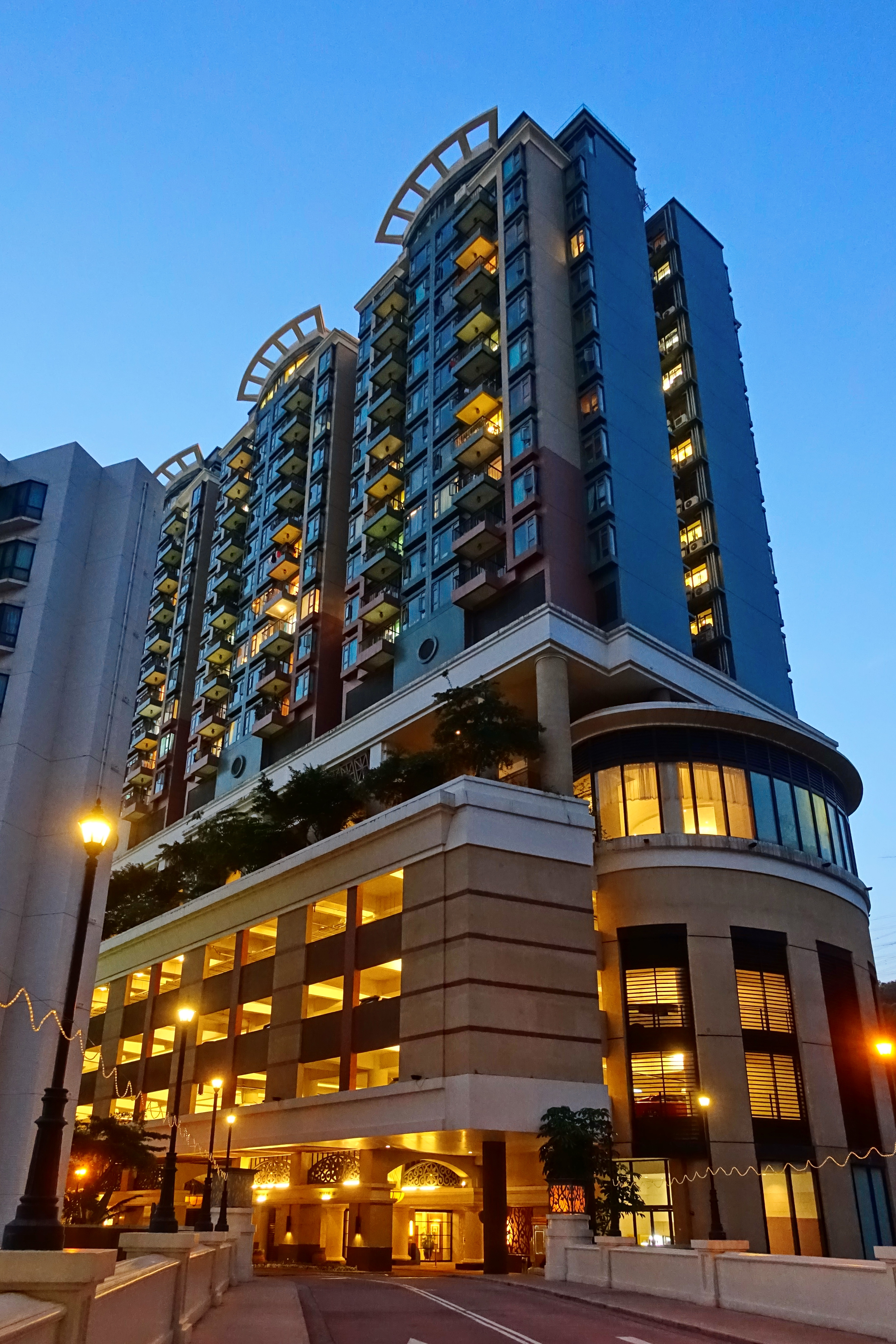
朗逸峯第1期10座

朗逸峯（英語：The Cairnhill）位處於香港新界荃灣北部，為荃灣區中一個大型私人住宅項目，由長江實業、信和置業及嘉華國際集團合作發展。鄰近寶雲匯。第1期及第2期分別於2004年及2005年落成入伙，為荃灣區內半山低密度歐式豪宅發展項目，16座住宅大樓分為兩期發展（第1期為1-10座，第2期為11至19座，不設第 4、13、14座），基座為停車場。

## 屋苑資料
朗逸峯位於海拔170米半山之上，鄰近城門及大帽山郊野公園。屋苑以「人」字型座向排列，可見大帽山景及維多利亞港景色，單位建築面積由830呎至1,860呎不等，包括2房單位、3房連主人套房單位、4房連主人套房單位。還有[峰上宏庭]7房連3套房相連單位（可達2,771-2,963呎），及平台及天台複式單位（山海一色），所有單位樓高達11呎6吋（包括石屎地台）。屋苑設有室內停車場，車位總數為695個（其中80個為訪客車位）。
| 屋苑期號 | 第1期                 | 第2期                 |
| -------- | --------------------- | --------------------- |
| 地址     | 新界荃灣荃錦公路108號 | 新界荃灣荃錦公路108號 |
| 座數     | 9                     | 7                     |
| 層數     | 12層                  | 10層                  |
| 單位總數 | 410個                 | 360個                 |
| 入伙年份 | 2004年12月1日         | 2005年2月1日          |
| 管理公司 | 富城物業管理          | 富城物業管理          |

### 屋苑特色
朗逸峯為荃灣區內半山低密度歐式豪宅發展項目，單位樓高達11呎6吋（包括石屎地台）。

### 屋苑平台
- 屋苑平台擁有基本設施如住客會所，但平台範圍不向公眾開放。

#### 屋苑會所設施資料
- 開放時間：0730-2200

| - 按摩池 - 全能健身室 - 桑拿浴室 - 太陽燈室 - 籃球／羽毛球／乒乓球綜合場館 | - 桌球室 - 電腦室 - 圖書館 - 兒童樂園 - 室外游泳池 |

### 屋苑狀況
屋苑內設有定期活動（例如：興趣班）供住客參加。

## 外部連結
- 朗逸峯官方網站 （页面存档备份，存于）
- 長江實業（集團）有限公司

22°23′06″N 114°06′34″E / 22.38489°N 114.10950°E